# Byttneria pilosa
Byttneria pilosa är en malvaväxtart som beskrevs av William Roxburgh. Byttneria pilosa ingår i släktet Byttneria och familjen malvaväxter. Inga underarter finns listade i Catalogue of Life.